# Розін Сергій Володимирович
Сергій Володимирович Розін (рос. Сергей Владимирович Розин; 13 червня 1977, м. Ленінград, СРСР) — російський хокеїст, захисник.  
Вихованець хокейної школи «Іжорець» (Колпино). Виступав за «Іжорець» (Колпино), ХК «Липецьк», «Сибір» (Новосибірськ), «Авангард» (Омськ), «Салават Юлаєв» (Уфа), «Сєвєрсталь» (Череповець), СКА (Санкт-Петербург), ЦСКА (Москва), «Торпедо» (Нижній Новгород), «Нафтохімік» (Нижньокамськ), «Витязь» (Подольськ), «Рубін» (Тюмень).